# 威廉·艾古斯圖·艾維斯
威廉·艾古斯圖·艾維斯（William Augusto Alves Conserva，南華譯名為艾維斯，馬會譯名為韋利安干沙華，1987年4月29日—），巴西足球運動員，司職中堅。現時效力葡萄牙足球超級聯賽球隊費倫斯。

## 球員生涯
艾維斯出身於加利巴迪，其後短暫效力過巴西著名球會青年人及哥連泰斯。
2010－11年度球季，加盟香港甲組足球聯賽球隊南華，惟由於表現未如理想，於2011年1月遭提前解約，返回巴西加盟里奧布蘭科。
2011年夏天加盟葡萄牙足球超級聯賽「升班馬」費倫斯。

## 外部連結
- http://www.youtube.com/watch?v=KHlkMFyvKwk&feature=related
- http://www.youtube.com/watch?v=xrZv9XsxNEs&feature=related（页面存档备份，存于）
- 艾維斯轉會記錄
- 艾維斯個人資料（页面存档备份，存于）
- 南華足球隊網頁球員資料[永久]
- 香港足球總會網頁球員註冊資料（页面存档备份，存于）